# Leskovar
Leskovar je 120. najbolj pogost priimek v Sloveniji, ki ga je po podatkih Statističnega urada Republike Slovenije na dan 31. decembra 2007 uporabljalo 1.200 oseb, na dan 1. januarja 2010 pa je bil 121. najbolj pogost priimek v Sloveniji, ki ga je uporabljalo 1.194 oseb.

## Znani nosilci priimka
- Anja Leskovar, novinarka
- Borut Leskovar (1920–?), agronom, hmeljar (Argentina)
- Leopold Leskovar (1920, Majšperk – ?, Neuquen, Rio Negro) agronom, univ. profesor, hmeljar (Argentina)
- Bojan Leskovar (*1931), gospodarstvenik
- Bojana Leskovar (*1953), novinarka, strokovnjakinja za PR
- Drago Leskovar (*1974), slikar
- Florijan Leskovar (1907–1945), kapelnik domobranske godbe
- Ivana Leskovar, gorska vodnica, alpinistka, gorska smučarka...
- Jelena Leskovar (Pirkmajer) (*1989), modna oblikovalka, stilistka, publicistka
- Josip Leskovar (1875–1965), odvetnik in politik
- Jožica Leskovar, grafologinja
- Karl Leskovar, amaterski fotograf
- Katarina Leskovar, violončelistka
- Lado Leskovar (*1942), pevec zabavne glasbe
- Lud(o)vik Leskovar (1916–1983), odvetnik, politik, izseljenski organizator v ZDA
- Martin Leskovar (*1963), podčastnik SV
- Matjaž Leskovar (*1968), fizik; kolesar?
- Mitja Leskovar (*1970), vatikanski diplomat (apostolski nuncij v Iraku in naslovni nadškof)
- Peter Leskovar (1945–1999), izumitelj
- Polde Leskovar (1926–1987), strojni inženir, univ. profesor
- Ranko Leskovar (*1977), atlet, skakalec v daljino
- Robert (T.) Leskovar (*1960), informatik, univ. profesor
- Rudolf Leskovar (1908–1989), zdravnik balnelog
- Silvin Leskovar (*1928), elektrotehnik, računalnikar/informatik, univ. profesor
- Simona Leskovar (*1973), diplomatka
- Tamara Leskovar, arheologinja

Tuji nosilci
- Branko Leskovar (1930–2016), hrvaško-ameriški elektronik
- Janko Leskovar (1861–1949), hrvaški pisatelj
- Monika Leskovar (*1981), hrvaška čelistka
- Toni Leskovar (1936–1990), hrvaški pevec zabavne glasbe